# روپکی
روپکی (به لهستانی:  Ropki) یک روستا در لهستان است که در گمینا اوشچیه گورلیتسکیه واقع شده‌است. روپکی ۲۰ نفر جمعیت دارد.